# Heinrich Dunkel
Heinrich Dunkel (ur. 1878, zm. 11 marca 1922 w Sopocie) – architekt.

## Życiorys
Absolwent Królewskiej Wyższej Szkoły Technicznej (Königlich Technische Hochschule Charlottenburg) w Berlinie. Do 1905 pracownik Urzędu Budowlanego w Sopocie, następnie właściciel biura projektowo-budowlanego (Büro für Architektur und Bauleitungen) z siedzibą przy Johannesstrasse 4, obecnie ul. Dębowa (wcześniej przy Charlottenstrasse 14, obecnie Lipowa). Był też biegłym sądowym miejscowego sądu (Vereidigter Sachverständiger für den Amtsgerichtbezirk Zoppot).

## Lista najbardziej znaczących realizacji
W Sopocie:
- Zakład Kąpielowy, pl. Zdrojowy (1903-1904), wraz z Paulem Puchmüllerem
- Willa Johannesa Icka, ul. Dębowa 5-7 (1905)
- Willa Marszałka, ul. Kilińskiego 12 (1906)
- Dom mieszkalny, ul. ks. Kordeckiego 14 (1910)
- Willa Daum, ul. Armii Krajowej 70 (1911)
- Willa Cpt Von Zelberschwecht, ul. Abrahama 10 (1911)
- Willa Momber, ul. Reymonta 6 (1912)
- Willa Draeger, ul. Reymonta 2,4 (1913)
- Willa Thiele, ul. Mickiewicza 27 (1913)
- Willa Boehm, ul. Mickiewicza 20 (1914)
- Willa Fiedler, ul. Mickiewicza 20 (1914)
- Willa Hevelke, ul. Mickiewicza 18 (1918)
- Willa Sopocki Belwederek, ul. Mickiewicza 34-36 (1921)
- Kaplica Grobowa Herbstów, ul. Malczewskiego 33 (1925)

oraz
- Łazienki Miejskie, Ustka, ul. Beniowskiego 1 (1911)